# 黒川正昭
黒川 正昭（くろかわ まさあき 1924年9月1日 - 2019年12月21日）は、日本の裁判官。

## 経歴
京都府出身。徳島地方裁判所判事などを務めた後に1965年（昭和40年）大阪高等裁判所判事、1967年（昭和42年）札幌高等裁判所判事、1973年（昭和48年）大阪地方裁判所判事、1976年（昭和51年）金沢家庭裁判所所長、1977年（昭和52年）大津地方裁判所署長兼大津家庭裁判所所長などを歴任。その後、大阪地方裁判所所長、広島高等裁判所長官、1986年（昭和63年）から1988年（平成元年）にかけて大阪高等裁判所長官を務めて退官した。2019年（令和元年）誤嚥性肺炎にて死去。